# 2017年イラク西部戦役
2017年イラク西部戦役は、イラク西部のアンバール県とシリアとの国境でイラク軍が行ったイラク国内の対ISIL戦争における最後の大規模な軍事作戦であり、ISILを同国内の最後の拠点から完全に追放することを目的としていた。

## 背景
アル・カーイムは、2003年のイラク侵攻後のジハード主義者の反乱の温床として知られており、連合軍はイラクの聖戦アル＝カーイダ組織のジハード主義者に対する作戦を繰り返し行っていた。アル・カーイムの戦略的で多孔質な国境は、外国人戦闘員のシリアからイラクへの入国ルートとなり始め、イラク政府はイラクへの流入を無視しているとしてシリア側を非難していた。
アンバール州西部の町は2014年にイラク・レバントのイスラム国（ISIL）によって占領された。2017年の攻勢以前にイラク軍はラマーディーやファルージャなどのアンバール県の主要都市からISILを排除していたが、アーナ、ラーワ、アル・カーイムなどのシリアとの国境付近の地域や、アンバール県の広大な農村区域は依然として武装勢力の支配下にあった。2017年1月にアンバール県西部に向けてイラク軍の作戦が開始されたが、モースル西岸の奪還に向けた準備のため、サグラとザウィヤの町を奪還した後に中断された。
2017年9月、イラク軍はアンバール州西部で攻撃を開始し、9月16日にアカーシャートの町、9月21日にアーナを奪還した。10月5日にハウィージャを奪還した後、イラク軍はアンバールでISILと戦うことが予想されていた。しかしイラク軍は軍事行動を一時停止し、その後キルクークへむけて進軍を開始した。

## 戦役

### アル・カーイム
10月26日、ハイダル・アル＝アバーディ首相は西部国境地域のアル・カーイムとラーワを奪還するための攻勢を発表した。彼は「英雄的な軍団は、アル・カーイム、ラーワおよび周辺の村や集落を解放するために、イラクにおけるテロの最後の巣窟へと進撃している」と述べた。この攻撃には軍隊、警察、スンナ派の部族、そして主にシーア派民兵を含むイラク軍が参加した。その後、アブドゥルアミール・ヤーラッラー中将は、アル・カーイム南東55キロに位置するウンム・アル・ワズ村とH-2空軍基地、そしてアル・カーイムの南120キロに位置するフセイニヤート付近を掃討したと発表した。国連によると、アル・カーイムとラワには約5万人が残っているという。 一方、イラク軍大佐のワリード・アッ＝ドゥライミーはアナドル通信社に対し、ラーワの交差点とラーワの西約2キロメートルに位置するジャバブ地区を占領したと語った。
10月27日、カシム・アル・ムハンマディ陸軍大将はアナドル通信社に対し、アル・カーイムから40キロ離れたT1地区付近でイラク軍とISILが衝突し、過激派25人が死亡したと語り、多数の過激派がアル・カーイム地区の中心部に撤退したと付け加えた。アンバール警察のAhmedal-Dulaimiは、前日に同じ地域で過激派5人と2人の部族の戦闘員2人が1日前に同じ地域で死亡したと述べた。
10月28日、共同作戦司令部（JOC）は、親イラク軍が過激派をアジトから追い出し、アル・カーイム東側の広域を制圧したと発表した。イラク軍はまた、ユーフラテス川の橋、アル・カーイム鉄道駅、軍事空軍基地、アッカスガス田を制圧したと発表した。JOCは、これまでに75人の過激派が死亡し、9台のSVBIED 、10台の過激派車両、4つの爆弾製造施設が破壊され、378個の路上爆弾が解除または爆発したと付け加えた。JOCはまた、攻撃開始から2日以内に、33の村をISILから奪還したと報告した。10月29日、国防省はイラクの飛行機がアンバルのISIL支配地域に数千枚のビラを投下し、過激派に降伏を促したと発表した。イラクの治安筋は同日、多くの指導者が逃亡または空爆で殺害された後、ISILの戦闘員がシリアのアブ・カマルに向かって逃げたと述べた。一方、人民動員隊（PMU）の司令官であるカタリー・アッ＝サマルマドは、アル・カーイムのISIL軍将校ラーイド・アル＝アトゥーリと6人の仲間がイラクの戦闘機によって殺害されたと述べた。
10月31日までにイラク軍はアル・カーイムの端に達した。JOCは、米国の空爆とスンナ派の部族戦闘員に支援されたイラク軍がアル・オベイディの村を占領したと発表し、ISILが軍隊の進撃に抵抗しつつも大多数がアル・カーイムの中心に撤退したと付け加えた。ヤーラッラーはセメント工場とリン酸塩処理施設も占領したと述べた。彼はまた、近くの住宅団地、オベイディ周辺の9つの村、そしてアッカースガス田の広域を支配したと付け加えた。陸軍准将のヌウマーン・アブドゥッゾバイは、アル・カーイムの西にあるラフェダとアル・カシムの村も占領したと述べた。11月2日、ジャッバール・アッ＝ルアイビー石油相は、イラク軍がアッカースガス田を占領したと述べた。陸軍第7師団の司令官であるNumaanAbd al-Zawbaei少将は、同日、PMUに支援された通常の軍隊がAl-Saada地域と、アル・カーイム西にあるJereejibとQunaiteraの近くの村を占領したと述べた。数人の過激派を殺し、多くのブービートラップ車両を破壊した。

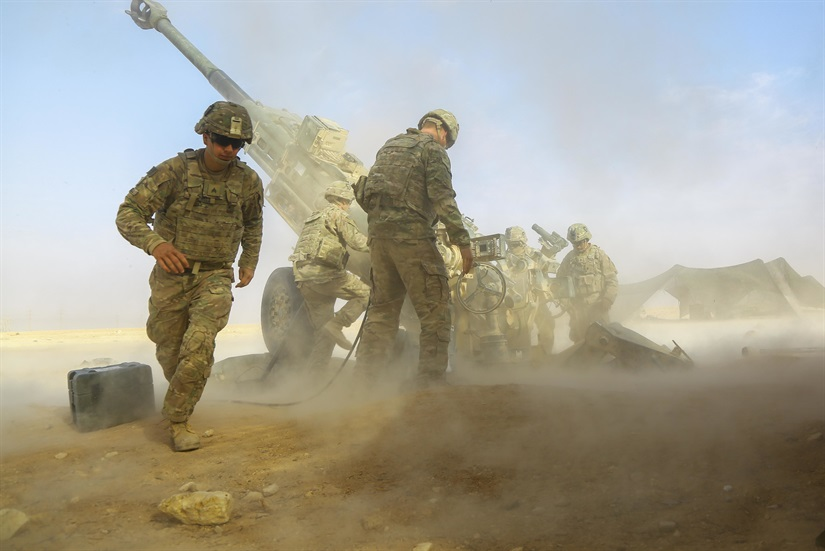
アル・カーイム近郊のイラク治安部隊に火力支援を行う米陸軍の砲兵（2017年11月）

11月3日、イラク軍がアブ・カマルとアル・カーイムの国境を制圧した。JOCは、アル・カーイムにも入ったと発表した。同日遅く、アバーディ首相は、イラク政府軍がアル・カーイムを占領したと発表した。イラク政府軍はまた、アル・カーイム地区の残りの部分を奪還した。これにより、イラクとシリアの国境沿いのすべての国境検問所からISILが排除され、ISILの支配下にあるのはラーワだけになった。

### 合間
国境の都市アル・カーイムとデリゾールの失陥に伴い、シリアのアブ・カマルがISILが完全支配する最後の有名都市となり、そこで最後の抵抗をすると予想された。ISIL軍もイラクから撤退するISIL戦闘員に後押しされて、アル・ブカマルに集結し始めた。11月5日、シリア人権監視団（SOHR）は、ISILがアル・ブカマルの田園地帯からPMUを追い出したと主張したが、カタイーブ・ヒズボッラーの広報担当者のジャアファル・アル＝フセイニーは、シリアとの国境からわずか数メートルの場所でISILと衝突し、シリアにロケットを発射したと述べ、ISILはシリアに侵入しなかったと付け加えた。

### ラーワ
11月11日、アバーディ首相はイラク軍がイラク西部の地域から過激派を追放する作戦を開始したことを明らかにした。ラーワ奪還のための攻勢は日中に開始され、イラク軍の2個師団とスンニ派部族の戦闘員が作戦を遂行した。Yarallahは軍がルマナとその橋、そして他の10の村を占領したと述べた。イラク軍のWaleed al-Dulaimi大佐は、イラク軍が11月13日に6つの村を占領したとアナドル通信社に語った。彼は、過激派が村からラーワ市の北西の砂漠に向かって逃げたと付け加えた。11月15日、Abdul Amir Yarallah中将は過去3日間で13の村を占領し、48人の過激派を殺害したと述べた。
11月17日、イラク軍は治安部隊がラーワに入ったと発表した。JOCのヤーラッラーは、イラク軍と準軍組織が夜明けに攻勢を開始し、数時間後に4つの地区を占領したと述べた。イラク軍はその日の後半にラーワを占領した。Yarallahは政府軍と準軍組織が「ラーワ全体を解放し、そのすべての公共の建物にイラク国旗を掲げた」と述べた。アバーディ首相は、ラーワが記録的な速さで奪還されたと述べ、イラク軍と国民を祝福した。アバーディは「わずか数時間でのラーワ地区の解放は、私たちの英雄的な軍隊の素晴らしい戦力とパワー、そして戦闘計画の成功を反映している」と語っている。軍の報道官は、「ラーワの解放により、ダーイッシュ（ISILの蔑称）が存在するすべての地域が解放されたと言える」と述べ、イラク軍が砂漠に逃げ込んだ過激派を追跡し、イラクの国境を支配すると付け加えた。

### アル＝ジャズィーラ砂漠
11月21日にアバーディ首相はISILは軍事的には既に敗北しているが、砂漠地帯でのISILの敗北をもって最終的な勝利を宣言すると語った。11月23日、イラク軍はシリアとの国境にある砂漠を一掃するための攻撃を開始すると発表した。陸軍、警察、準軍事部隊はアル・ジャズィーラと呼ばれる地域の一部を構成するサラーフッディーン県、ニーナワー県、アンバール県の地域に進撃した。
11月24日、イラク軍はISILが攻撃から逃れるために砂漠の奥地に撤退していると述べた。PMFは攻撃を開始して以来、自軍が77の村を奪還したとした上で、ハトラ南部で5人の過激派が殺害されたが、それ以外の過激派はほとんど抵抗しなかったと述べた。また、同地域の飛行場を制圧し、過激派が使用していた地下倉庫を発見したことを明らかにした。その後、イラク軍は11月24日に45の村を占領し、約2,400㎢を一掃したと述べた。
11月27日、イラク軍は西部砂漠の深い峡谷や自然の中の隠れ家で、過激派との厳しい戦いに直面していると発表した。JOCの広報担当者のYahya Rasoul将軍は、第１段階が終了し、約29,000㎢の砂漠地帯の半分を奪還したと宣言した。イラク軍は12月8日に、西部砂漠に残る過激派に対する新たな段階を発表した。
12月9日、アバーディ首相はイラク軍が最後の残党を追い払ったことを受けて、ISILに対する最終的な勝利を宣言した。イラク軍は軍がISILの支配下にあった最後の地域を奪還したと述べた。Yarallahは、この1日の最後の作戦で軍隊が90以上の村を奪還し、19,600㎢の土地を掃討したと述べた。

## 余波
12月10日、イラク軍はバグダードのグリーン・ゾーンで軍事パレードを行い、ISILに対する勝利を祝った。アバーディ首相は、12月10日をイラクの新たな祝日にすると宣言した。勝利を受けて、イラク軍は残存するISIL分子の反乱が新しい段階に移行すると予測していた。